# Kritik
Kritik (z řeckého κριτικός, kritikós – ten, kdo rozlišuje, nebo též ze starořeckého κριτής, krités – soudce) je osoba, která dává k dispozici posouzení, analýzu, interpretaci, nebo pozorování určité skutečnosti. Kritikem může být také nazýván ten, který nesouhlasí s objektem kritiky, či mu oponuje.
Kritici mohou být profesionální (specifickými případy jsou pak znalci) nebo amatérští (zde je specifickým případem tzv. kibic).
Profesionální kritici jsou specializovaní na užší okruh témat, nejvíce se uplatňují v oblastech subjektivního vnímání, především v umění – jsou kritici například výtvarní, literární, hudební, filmoví, divadelní, patří sem třeba i degustátoři. Na druhé straně jsou i kritici věnující se kritice na základě faktů a objektivních kritérií: sem lze zařadit zejména již zmiňované znalce, vědecké kritiky, ale třeba též oponenty při zkouškách.
Kritiky bývají podle své charakteristiky publikovány většinou ve sdělovacích prostředích, dále pak ve specializovaném tisku, na kongresech, konferencích či seminářích.